# You Give Me Something (canção)
"You Give Me Something" é uma canção do grupo pop internacional Now United, lançada em 20 de setembro de 2019. A canção foi disponibilizada nas plataformas digitais em 23 de setembro de 2019. Conta com os vocais de Any e Lamar.  A música é regravação da música original do cantor James Morrison, em uma versão em inglês e português.

## Videoclipe
O clipe foi gravado em West Hollywood, Los Angeles, CA. O clipe só contou com a presença de Any e Lamar. A canção faz parte do projeto de protagonismo, correspondendo à Lamar.

## Históricos de lançamentos
| Região | Data                   | Formato                    | Gravadora | Ref.  |
| ------ | ---------------------- | -------------------------- | --------- | ----- |
| Mundo  | 23 de setembro de 2019 | download digital streaming | XIX       | [ 5 ] |